# Tenpa Tsering
Ne doit pas être confondu avec Tempa Tsering.
Tenpa Tsering, aussi appelé Chögyal Tenpa Tsering, ou encore Chokyi Tenpa Tsering, devint, sous son règne le plus important roi du Kham de 1713 à 1738 du royaume de Dergé. Il est le 12e tusi (cheftaine,,, un gouvernement issu de la minorité locale délégué par le pouvoir central chinois pour gérer une région vassalisée, avec une grande liberté,), de 1728 à 1738 de Dergé,,. Le tusi de Derge est le plus influent des quatre tusi du Kham (Tibet oriental) et également le plus influent des tusi de minorités tibétaines (tibétaine zang).

## Biographie
Tenpa Tsering, qui devient le 5e roi de Dergué, né en 1678. Il succède à Lachèn Sonam Puntsok
Depuis la dynastie Ming, le gouvernement central tente de remplacer le régime du tusi, gouvernement par un chef local, par le contrôle direct du gouvernement central, dans ce qui est appelé Gaitu Guiliu (改土归流 / 改土歸流, gǎitǔ guīliú, « remplacer le [dirigeant] local, retourner au [gouvernement central] généralisé »). En 1726, l'officier mandchou Ortai est chargé d'abolir le système, bien que les populations locales se révoltent davantage sous la tutelle du centre que sous la conduite d'un tusi de leur culture,.
Tenpa Tsering, à sa demande, est nommé tusi par l'Empereur en 1728, en récompense de l'aide qu'il a apportée aux troupes Qing dépêchées à Lhassa pour vaincre des envahisseurs Dzungar et y renforcer l'influence des Qing. Il reçoit le titre officiel de « commissaire de pacification de Degé ».
Il fonde l'imprimerie de Dergué en 1729. Le 8e taï sitou rinpoché, Situ Panchen, participe à cette initiative de création d'imprimerie. Cette maison d'édition a édité 300 000 livres, dont 830, qui forment 70 % des classiques tibétains existants.
Lachèn Phuntsok Tènpa lui succède.